# Parapelecopsis nemoralis
Parapelecopsis nemoralis es una especie de araña araneomorfa del género Parapelecopsis, familia Linyphiidae. Fue descrita científicamente por Blackwall en 1841.
Se distribuye por Georgia. El cuerpo del macho mide aproximadamente 1,5-1,6 milímetros de longitud y el de la hembra 1,5-2 milímetros.